# Брит-поп
Брит-по́п (англ. Britpop) — жанр рок-музыки, появившийся на музыкальной сцене Великобритании в 1990-е годы, главной чертой которого было возрождение доминировавшего гитарного стиля поп-музыки 1960-х годов. 
Стиль характеризуется бескомпромиссно британскими мелодиями и звучанием[прояснить], используя британские традиции как фольклорной, так и рок-н-ролльной музыки 1960-х – 1970-х годов. Наиболее известными представителями данного течения стали коллективы Oasis, Blur, Pulp и Suede, их также именуют «большой четвёркой брит-попа». Также интерес вокруг брит-попа был подогрет в середине 1990-х так называемой «битвой брит-попа», под которой журналисты в прессе подразумевали соперничество групп Oasis и Blur.
Принято считать, что термин «брит-поп» впервые употребил журналист и участник панк-группы Goldblade Джон Робб в 1987 году. Так он охарактеризовал музыку группы The Stone Roses. В 1997 слово заслужило место в Оксфордском словаре английского языка.

## История

### Истоки
В 1960-е годы основателями брит-попа считаются The Kinks. После того, как из-за резкой социальной окраски их текстов группе был закрыт въезд в Америку, они меньше, чем другие группы британского вторжения, соприкасались с психоделией, и в 1966 году выпустили первый брит-поп-альбом Face to Face. Эталонами жанра стали и следующие две работы музыкантов — Something Else by The Kinks и The Kinks Are the Village Green Preservation Society. Мелодика брит-попа The Kinks была смесью английского бита от ранних The Beatles и музыкальных традиций мюзик-холла.
Современные истоки брит-попа лежат в мэдчестере и инди-роке (в частности такие коллективы, как The Stone Roses, The Smiths, The Charlatans), а также в раннем глэм-роке и панк-роке 1970-х годов (в числе самых влиятельных оказались XTC, The Clash, Элвис Костелло, Дэвид Боуи, Брайан Ино, Wire, Марк Болан, The Jam, Sex Pistols и даже Talking Heads). Но основным источником вдохновения музыкантов брит-попа оставались группы британского вторжения, в частности, The Who, The Rolling Stones и те же The Kinks.

### Девяностые годы
Новоиспечённые группы из Британии стали появляться в конце 1980-х и начале 1990-х годов, практически во время расцвета гранжа в США и шугейзинга в Англии и Ирландии. Новые британские группы, такие как Blur и Suede, ссылались на гитарную музыку 1960-х и 1970-х годов и писали песни о жизни и проблемах в Великобритании. К середине 1990-х годов этих групп стало в два раза больше, в числе которых были Ash, Oasis, Elastica, Verve, Supergrass и многие другие.
Расцвет стиля пришёлся на 1994 год, когда Blur и Oasis выпустили свои культовые альбомы Parklife и Definitely Maybe. Именно этот год является переломным в истории рок-музыки. После смерти лидера Nirvana Курта Кобейна, основная масса поклонников рока раскололись на тех, кто остался верен американской концепции, и на тех, кто стал приветствовать британскую волну. Господство в мире рока опять перешло к Великобритании. Америка оставила за собой право развивать альтернативу и разные ответвления панк-рока: гранж, постгранж, ню-метал, калифорнийский панк и т. д.

### «Битва брит-попа», 1995 год

Обложка журнала NME от 14 августа 1995 года с заголовком «Состязание тяжеловесов Британии».

14 августа 1995 года Oasis и Blur одновременно выпустили свои новые синглы. Это событие вошло в музыкальную историю как «Брит-поп Битва» («The Battle of Britpop»). Сингл Blur «Country House» за неделю разошёлся большим тиражом, чем сингл Oasis «Roll with it» — 274 000 копий против 216 000. Но несмотря на победу Blur в этом «сражении», всю «войну» выиграли Oasis: их новый альбом достиг намного лучших результатов, чем альбом Blur The Great Escape (в первый год продаж альбом Oasis 11 раз становился платиновым против 3-х Blur).
Альбом Blur The Great Escape вышел в сентябре 1995 и получил восторженные отзывы критиков, также озаглавив чарт Великобритании. NME восторженно приветствовал его как «достигший совершенства, великолепный, останавливающий сердце и вдохновляющий». Но на фоне вышедшего в то же время четырёхкратно платинового альбома (What's the Story) Morning Glory? группы Oasis, The Great Escape смотрелся более тускло и пребывал в тени славы. Таким образом, по итогам года, Blur уступила только Oasis. По этому поводу СМИ язвительно подметили что «Blur выиграли сражение, но проиграли войну».

### Закат эры брит-попа, 1997 год
С 1997 года популярность брит-попа пошла на спад. Связано это было отчасти с тем, что иконы жанра Oasis выпустили альбом Be Here Now в августе 1997 года. Первые оценки альбома были очень высокими, но как только истерия немного спала, альбом раскритиковали за длинные песни, тяжёлый звук и чрезмерность аранжировок. Эра брит-попа закончилась, третий альбом не оправдал ожиданий и популярность группы пошла вниз. Многие критики заметили, что именно относительная неуспешность Be Here Now предопределила окончание брит-поп движения.
В это время их конкуренты Blur перешли от брит-попа к более экспериментальному звучанию. Их одноименный альбом имел характерное лоу-фай-звучание с уклоном в инди-рок. Это был первый альбом группы, добившийся популярности в США, хотя раньше музыканты откровенно критиковали американскую поп-культуру в своём творчестве. Изменениям подверглась и музыка коллективов The Verve и Radiohead, альбомы которых (Urban Hymns и OK Computer соответственно) отражали явно изменный подход к музыке и переосмысление британской музыки. К 1999 году поменяла звучание и группа Suede, поменяв продюсера. Многие другие группы брит-попа брали к 1999 году творческую паузу или вовсе распадались.
Уже в третьем тысячелетии слово «брит-поп» стало использоваться все реже. В начале 2000-х в обиход более широко вошло понятие: «инди».

## Наследие

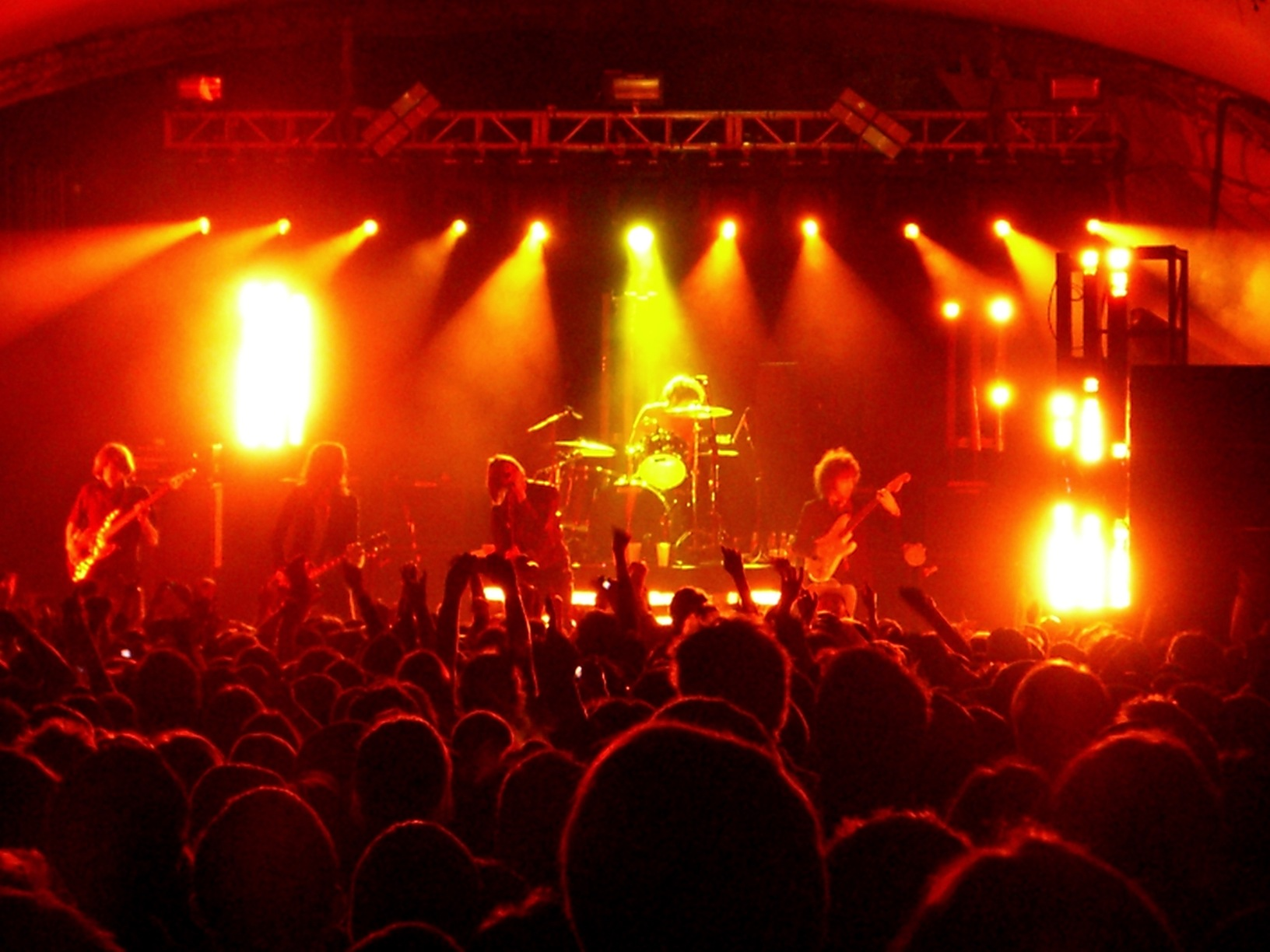
Американская рок-группа The Strokes использовала в своём творчестве элементы брит-попа. Впоследствии их дебютный альбом повлияет на британский инди-рок 2000-х годов

Популярность брит-попа как культурного явления способствовала повышенной гордости в культурной среде Великобритании и соответствующему феномену под названием «Cool Britannia». Основным предметом гордости для «клёвой Британии» была и музыка британского вторжения.
В 2000-е годы появились коллективы и в США, в которых прослеживалось влияние брит-попа, например, The Killers и The Strokes — коллективы, на которые несомненно повлияла британская «гитарная» волна. Однако к брит-попу данные группы не относятся по причине национальной принадлежности («брит-поп» — исключительно британский термин). То же самое относится и к другим европейским странам, включая Россию, где популярность брит-попа в конце 1990-х стала одним из толчков к зарождению русского «рокапопса». Автор данного термина, лидер группы «Мумий Тролль» Илья Лагутенко, свои первые студийные альбомы записывал именно в Великобритании.
Современных последователей брит-поп-коллективов 1990-х принято относить к жанру пост-брит-попа, который отличается от традиционного брит-попа наличием элементов американской музыки. Основоположниками стиля можно считать группы Coldplay и Travis, также некоторые бывшие брит-поп-группы (The Verve, Suede, Blur во время реюниона 2015 года) ощутили на себе влияние пост-бритпопа.
Альбомы групп Blur, Oasis, Pulp и Radiohead впоследствии были признаны культовыми в истории поп- и рок-музыки. В 2020 году альбомы Parklife (Blur), The Bends (Radiohead), Different Class (Pulp), Definitely Maybe  и (What’s the Story) Morning Glory? (Oasis) были включены в список «500 величайших альбомов всех времён» по версии журнала Rolling Stone: в частности, второй альбом Oasis занял наивысшую позицию, войдя во вторую сотню лучших альбомов по версии журнала.

## Главные альбомы
| Дата выхода     | Альбом                            | Группа    | Лейбл                                |
| --------------- | --------------------------------- | --------- | ------------------------------------ |
| 25 апреля 1994  | Parklife                          | Blur      | EMI/Food Records                     |
| 29 августа 1994 | Definitely Maybe                  | Oasis     | Creation Records                     |
| 10 октября 1994 | Dog Man Star                      | Suede     | Nude Records                         |
| 13 марта 1995   | The Bends                         | Radiohead | Parlophone Records                   |
| 2 октября 1995  | (What’s the Story) Morning Glory? | Oasis     | Creation Records/Big Brother Records |
| 30 октября 1995 | Different Class                   | Pulp      | PolyGram                             |

## Исполнители брит-попа
- Ash
- Black Grape
- Blur
- The Boo Radleys
- Cast
- The Divine Comedy
- Elastica
- Gene[5]
- Menswear
- Kula Shaker
- Oasis
- Ocean Colour Scene
- Placebo
- Pulp
- Radiohead
- Shed Seven
- Sleeper
- Suede
- Supergrass
- The Verve
- The Bluetones
- Travis
- Мумий тролль